# Fondazione Bill & Melinda Gates
La Bill & Melinda Gates Foundation (BMGF), precedentemente William H. Gates Foundation, è una fondazione privata americana fondata da Bill Gates e Melinda Gates.

## Storia
Con sede a Seattle, Washington, è stata lanciata nel 2000 ed è considerata la più grande fondazione privata del mondo, detenendo $ 50,7 miliardi di attività. Gli obiettivi primari della fondazione sono, a livello globale, migliorare l'assistenza sanitaria e ridurre la povertà estrema e, negli Stati Uniti, espandere le opportunità educative e l'accesso alle tecnologie dell'informazione. La fondazione è stata controllata dai suoi tre fiduciari fino a luglio 2021: Bill e Melinda Gates e Warren Buffett. Altri funzionari principali includono il copresidente William H. Gates, Sr. e l'amministratore delegato Mark Suzman.
Aveva una dotazione di $ 50,7 miliardi al 31 dicembre 2018. La scala della fondazione e il modo in cui cerca di applicare le tecniche di business al dare lo rende uno dei leader nella filantropia di rischio, sebbene la fondazione stessa noti che il ruolo filantropico ha dei limiti. Nel 2007, i suoi fondatori furono classificati come il secondo più generoso filantropo degli Stati Uniti e Warren Buffett il primo. A partire dal 2018, Bill e Melinda Gates avevano donato alla fondazione circa $ 36 miliardi. Fin dalla sua nascita, la fondazione ha dotato e supportato una vasta gamma di sviluppi sociali, sanitari ed educativi, tra cui l'istituzione delle borse di studio Gates Cambridge presso l'Università di Cambridge.
Nel luglio 2021 Warren Buffett ha lasciato il consiglio di amministrazione.

### Obiettivi
Oggi è controllata dai membri del consiglio di amministrazione Bill Gates e Melinda Gates. Altri funzionari importanti sono il co-chairman William H. Gates, Sr. e l'amministratore delegato Susan Desmond-Hellmann. Con un patrimonio di 50.7 miliardi di $ è oggi considerata la fondazione più grande del mondo ed è attiva nella ricerca medica, nella lotta all'AIDS e alla malaria, nel miglioramento delle condizioni di vita nel terzo mondo e nell'educazione.
La Fondazione sostiene il diritto alla pianificazione familiare e promuove la diffusione dell'uguaglianza di genere. Inoltre, finanzia la Sustainable Development Solutions Network (SDSN), fondata nel 2012 da Ban Ki-moon e diretta da Jeffrey Sachs, economista e anch'egli promotore della pianificazione familiare.

### La simulazioneEvent 201
Nell'ottobre 2019 la fondazione ha richiesto al Johns Hopkins Center for Health Security in partnership con il World Economic Forum la simulazione di una pandemia causata da un coronavirus, con l'intento di esaminare le risposte politiche, economiche e sanitarie a una crisi sanitaria globale, chiamata Event 201. Questa simulazione ha scatenato il proliferare di teorie complottiste basate sul fatto che la simulazione fosse in anticipo di alcuni mesi rispetto alla pandemia di COVID-19 esplosa poi in Cina.
Le raccomandazioni emerse dall'Event 201 includevano la necessità di stabilire partnership pubblico-private con organizzazioni mediatiche tradizionali e sociali, al fine di diffondere informazioni rapide, accurate e coerenti durante una pandemia. Inoltre, si sottolineava l'importanza di garantire che i messaggi autorevoli fossero prioritizzati e che le informazioni false fossero soppresse, anche attraverso l'uso della tecnologia.

## Galleria d'immagini

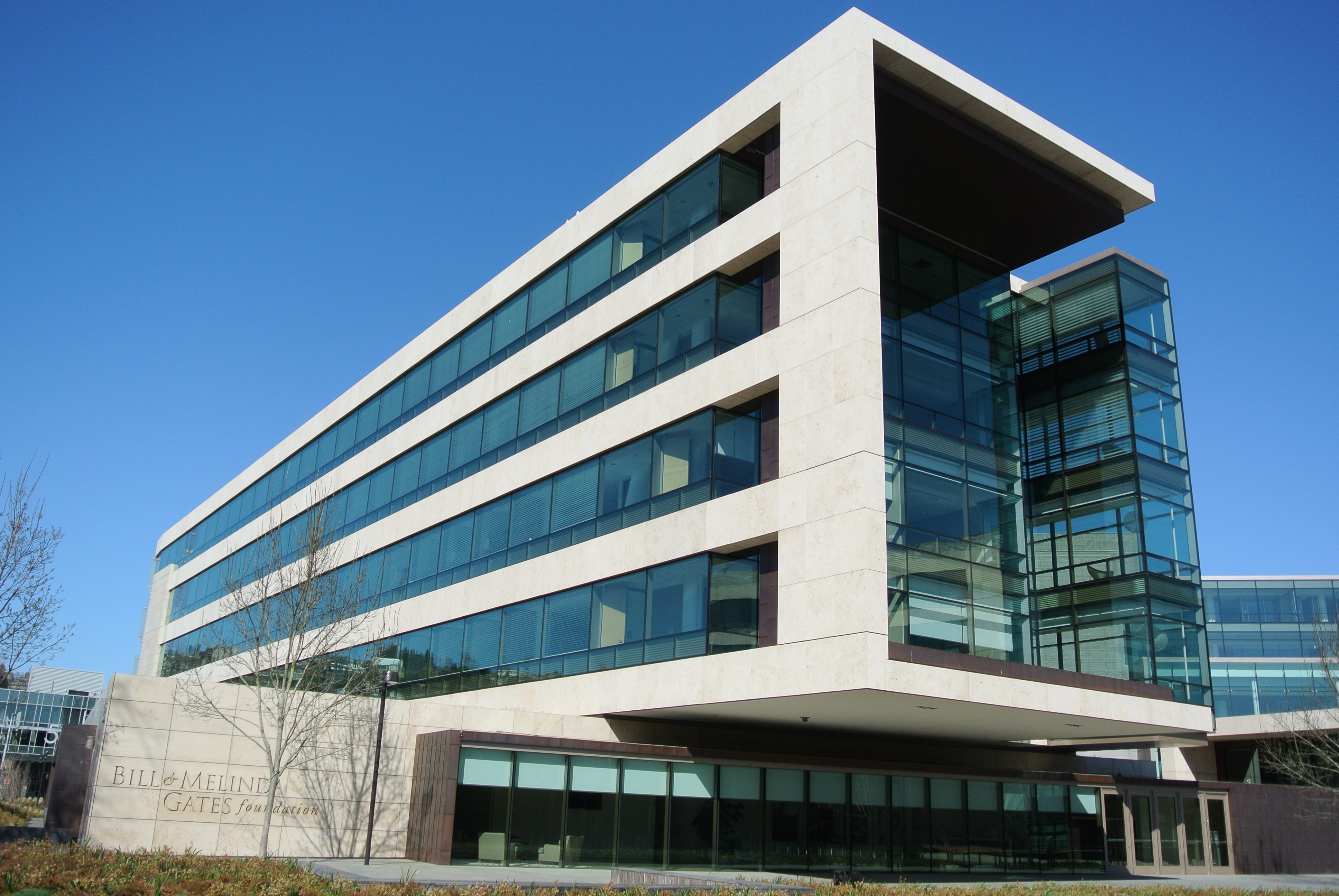
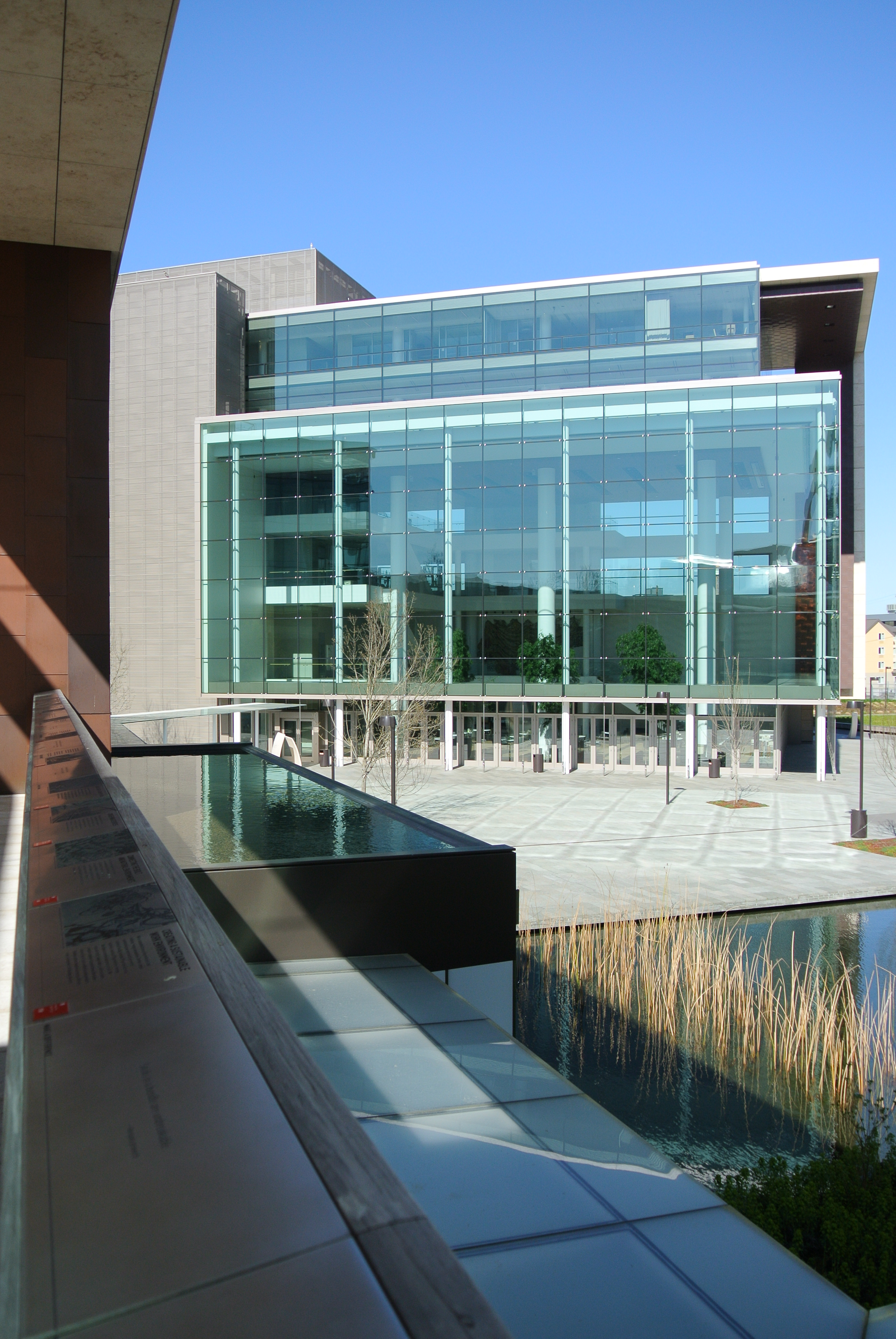
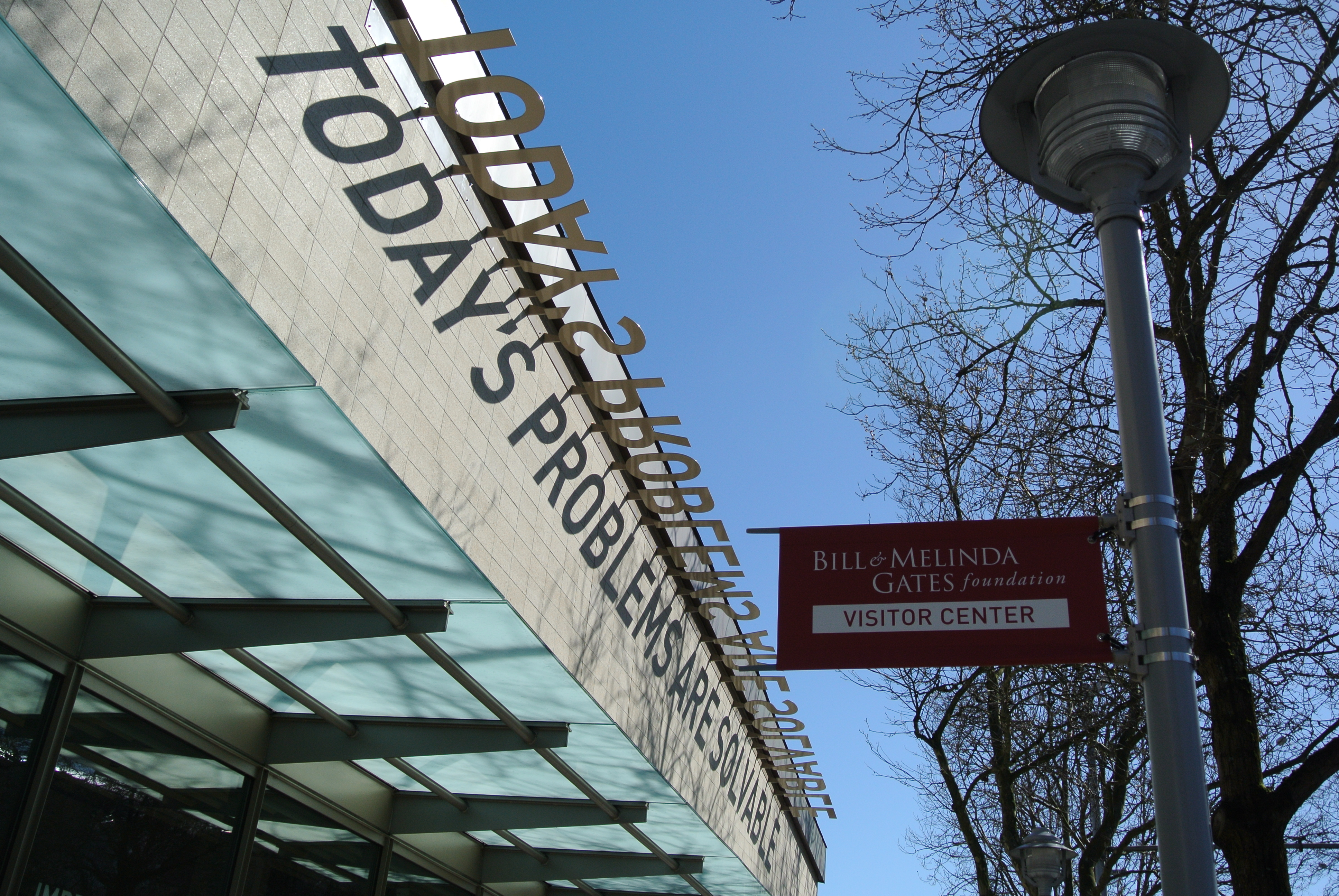